# Mangunharjo (Subah)
Mangunharjo is een bestuurslaag in het regentschap Batang van de provincie Midden-Java, Indonesië. Mangunharjo telt 1763 inwoners (volkstelling 2010).